# Pine Creek
La Pine Creek est un cours d'eau américain qui s'écoule dans le comté de Washington, dans l'Utah. Entièrement protégé au sein du parc national de Zion, ce ruisseau se jette dans la Virgin, qui fait partie du système hydrologique du Colorado. Il est franchi par plusieurs ponts, parmi lesquels le Pine Creek Bridge.